# Roland de Vaux

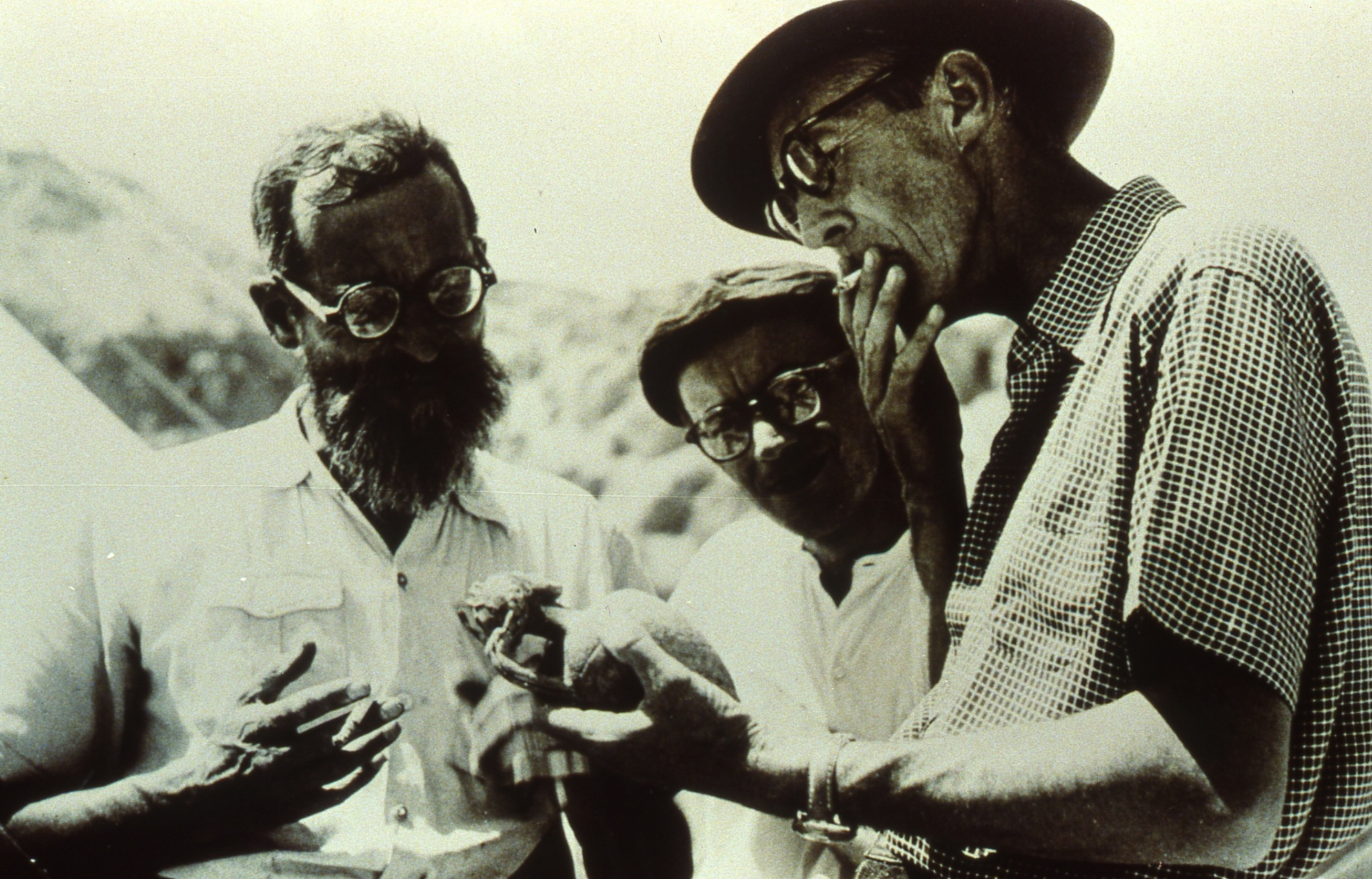
Das Ausgräberteam, von links nach rechts: Roland de Vaux, Józef Tadeusz Milik, Gerald Lankester Harding (1952).

Roland Guérin de Vaux OP (* 17. Dezember 1903 in Paris; † 10. September 1971 in Jerusalem) war ein französischer Dominikaner, Bibelwissenschaftler und Archäologe. Er war Direktor der École biblique et archéologique française de Jérusalem im arabischen Teil der Stadt. Seine Hauptaufgabe bestand darin, die Forschungen zu den Schriftrollen vom Toten Meer zu beaufsichtigen und zu koordinieren. Seine Gruppe grub 1951 bis 1956 in Khirbet Qumran und untersuchte die Höhlen am Nordwestufer des Toten Meers.

## Leben
Roland de Vaux wurde 1903 in Paris geboren, studierte von 1925 bis 1928 am Priesterseminar von Saint-Sulpice und wurde 1929 zum Priester geweiht. Im gleichen Jahr trat er dem Dominikanerorden bei. Ab 1934 bis zu seinem Tod lebte er in Jerusalem, arbeitete über Geschichte und Exegese an der École biblique. Sein Interesse an archäologischen Fragen wurde durch William Foxwell Albright, Kathleen Kenyon und Benjamin Mazar geweckt. 1938 bis 1953 war er Herausgeber der Revue Biblique, 1945 bis 1965 war er der Leiter der École biblique.
Er hatte bereits an mehreren Ausgrabungen teilgenommen, als er 1949 von Gerald Lankester Harding (1901–1979), dem Direktor des Department of Antiquities of Jordan, angesprochen wurde, um eine Höhle bei Khirbet Qumran am Toten Meer zu untersuchen, in der Schriftrollen gefunden worden waren.
Die erste Ausgrabungskampagne bei Qumran begann im Dezember 1951. Parallel dazu arbeitete er 1952 gemeinsam mit Harding im Wadi Murabba'at und 1958 in Ain-Feshkha einige Kilometer südlich von Qumran. Seine Gruppe arbeitete von 1951 bis 1956 in Qumran und untersuchte die Höhlen am Toten Meer, beides unter der nominalen Leitung von Ibrahim El-Assouli als Vertreter der jordanischen Antikenbehörde. Roland de Vaux übernahm die Aufgabe als Herausgeber (editor-in-chief) der Schriftrollen vom Toten Meer und war in dieser Rolle für die Publikation der ersten drei Bände der Discoveries in the Judaean Desert verantwortlich, der offiziellen Edition der Schriftrollen.
Roland de Vaux war 1956 Präsident des 2. IOSOT-Kongresses, der in Strasbourg stattfand. Seit 1962 war er Mitglied der Académie des Inscriptions et Belles-Lettres.

## Vorlesungen zu Qumran
1959 hielt de Vaux die Schweich Lectures der British Academy, auf der er seine Analyse der Ausgrabungen in Qumran präsentierte. Seine zentralen Aussagen in der Vorlesung waren:
- Qumran wurde – nach einer ersten Besiedlung in der Eisenzeit – etwa in der Zeit von 135 v. Chr. bis einige Zeit nach 73 n. Chr. bewohnt. Dabei unterschied er drei Perioden: (I) bis zum Erdbeben von 31 v. Chr., (II) vom Regierungsantritt des Ethnarchen Herodes Archelaus im Jahr 4 v. Chr. bis zur Zerstörung durch die Römer im Jüdischen Krieg im Jahr 68 n. Chr. und (III) die anschließend römische Besatzung.
- Die in der Nähe liegenden Höhlen, in denen die Schriftrollen gefunden wurden, stehen in Beziehung zu Qumran, da an beiden Orten vergleichbare Artefakte gefunden wurden.
- Qumran war das Zentrum der jüdischen Sekte der Essener.
- Die Schriftrollen geben oft das wieder, was von den Essenern aus den Werken des Historikers Flavius Josephus bekannt war.

## Kritik
Roland de Vaux veröffentlichte keinen abschließenden Bericht über seine archäologischen Arbeiten in Qumran und hinterließ lediglich umfangreiche Notizen, die erst im Jahr 2003 publiziert wurden.
In dem Buch „The Dead Sea Scrolls Deception“ (dt. „Verschlusssache Jesus“, beides 1991) wurde er von den Autoren Michael Baigent und Richard Leigh heftig angegriffen; sie beschrieben ihn als rüde, engstirnig, bigott und rachsüchtig („ruthless, narrow-minded, bigoted and fiercely vindictive“), antisemitisch und als Sympathisanten des Faschismus. Das Buch von Baigent/Leigh wiederum wird von der Forschung abgelehnt und in der Literatur als „Schwindel par excellence“ bezeichnet.

## Veröffentlichungen (Auswahl)
- Ancient Israel
  - Volume 1: Social Institutions (1958)
  - Volume 2: Religious Institutions (1960)
- L’archéologie et les manuscrits de la Mer Morte.  The Schweich lectures of the British Academy 1959. London, Oxford University Press 1961 
  - englische Übersetzung: Archaeology and the Dead Sea Scrolls, London, Oxford University Press 1973
- Bible et Orient (1967)
- Fouilles de Khirbet Qumrân et de Aïn Feshkha (1994) (= Die Ausgrabungen von Qumran und En Feschcha. 1996, deutsche Übersetzung und Informationsaufbereitung durch Ferdinand Rohrhirsch)
- Synthesis of Roland de Vaux’s field notes, hrsg. von Jean-Baptiste Humbert u. a.,  Fribourg (Switzerland), University Press 2003. ISBN  3-7278-1444-6. ISBN 3-525-53984-3.